# Médaille Konrad-Zuse
La médaille du mérite Konrad-Zuse en informatique, en bref médaille Konrad-Zuse est une distinction créée en 1967 par la Société pour l'informatique. Elle est décernée tous les deux ans. Les lauréats sont choisis parmi les personnalités dont les réalisations exceptionnelles en technique et science ont permis des avancées significatives en informatique. La médaille Konrad-Zuse est la plus prestigieuse distinction en informatique en Allemagne.

## Lauréats
| Année | Lauréat                  | Domaine |
| ----- | ------------------------ | --- |
| 1987  | Heinz Billing            | Tambour |
| 1989  | Nikolaus Joachim Lehmann | Précurseur de l'ordinateur personnel |
| 1989  | Robert Piloty            | Méthodologie de développement de matériel informatique |
| 1991  | Wilhelm Kämmerer         | Machines à relais électromécanique |
| 1993  | Carl Adam Petri          | Calcul distribué, parallélisme, réseau de Petri |
| 1995  | Kurt Mehlhorn            | Algorithmique, complexité informatique |
| 1997  | José Luis Encarnação     | Infographie |
| 1999  | Günter Hotz              | Langage formel, théorie des circuits, complexité informatique |
| 2001  | Theo Härder              | Base de données |
| 2003  | Thomas Lengauer          | Bio-informatique |
| 2006  | Ingo Wegener             | Complexité de fonctions booléennes, engagement exceptionnel dans l'enseignement |
| 2007  | Manfred Broy             | Ingénierie des systèmes, génie logiciel |
| 2009  | Reinhard Wilhelm         | Compilation, analyse de programmes, création et direction du Leibniz-Zentrum für Informatik |
| 2011  | Fritz-Rudolf Güntsch     | Développement d'ordinateurs, inventeur de la mémoire virtuelle, gestionnaire scientifique |
| 2011  | Volker Strassen          | Algorithmes de produit matriciel et de test de primalité |
| 2013  | Markus Groß              | Visual Computing et animation 3D |
| 2015  | Arndt Bode (de)          | Architecture et organisation des ordinateurs |
| 2017  | Johannes Buchmann (de)   | Développement de la recherche en cybersécurité |
| 2019  | Dorothea Wagner (de)     | Contributions à la planification automatisée des itinéraires et à l'optimisation des systèmes énergétiques |
| 2021  | Gerhard Weikum (de)      | Contributions dans les domaines des systèmes de bases de données, de l'optimisation des performances, de l'extraction d'informations à partir de textes et de la construction automatique de grandes bases de connaissances. |
| 2023  | Anja Feldmann (de)       | Recherche sur le trafic Internet pendant la pandémie de coronavirus |